# اگوانکاتریک
اگوانکاتریک (به اسپانیایی: Aguanqueterique) یک منطقهٔ مسکونی در هندوراس است که در استان لاپاز واقع شده‌است.

## خصوصیات
اگوانکاتریک ۱۸۱٫۲ کیلومترمربع مساحت و ۴٬۶۲۰ نفر جمعیت دارد.